# Armed and Dangerous
Armed and Dangerous est un jeu vidéo d'action disponible sur PC et sur Xbox. Il est sorti le 20 février 2004 sur les deux plates-formes. Il est déconseillé aux moins de 12 ans. Il est édité par LucasArts et développé par Planet Moon Studios (développeur de Giants: Citizen Kabuto).

## Accueil
Le jeu a généralement reçu des critiques positives, que ça soit sur PC ou Xbox, notamment grâce à son humour.